# Moxie's Revenge
Moxie's Revenge è un album compilation della band statunitense dei Miracle Workers, pubblicato nel 1990 dalla casa discografica Skyclad. Raccoglie le prime registrazioni della band del periodo intorno al 1983, oltre a b-side ed anche alcuni inediti.

## Tracce
1. Flashing Red Light – 2:32
2. I'm Hung Up – 3:52
3. Blue Girl – 2:05
4. Infected with you – 2:49
5. Strange Little Girl – 4:50
6. You knock me out – 3:16
7. Waiting – 3:15
8. Hang Up – 3:03
9. Psycho – 2:05
10. Out of my Head – 2:37
11. Run from Home – 2:21
12. You don't Know – 3:53